# Parafia św. Judy Tadeusza w Gdyni
Parafia św. Judy Tadeusza Apostoła w Gdyni – rzymskokatolicka parafia usytuowana w gdyńskiej dzielnicy Pogórze Dolne przy ulicy adm. Józefa Unruga. Wchodzi w skład dekanatu Gdynia Oksywie, który należy do archidiecezji gdańskiej.

## Historia
- 28 października 2000 – Arcybiskup Metropolita Gdański – Tadeusz Gocłowski CM, dekretem biskupim erygował i ustanowił parafię[1];
- 12 listopada 2000 – mianowanie i wprowadzenie na urząd proboszcza ks. mgr Tadeusza Stawickiego – którego dokonał bp Zygmunt Pawłowicz – biskup pomocniczy gdański;
- 2001 – zostaje przeprowadzony remont wewnątrz tymczasowej kaplicy – garażu, wzmocnienie dachu i założony sufit;
- 2003 – rozpoczęcie prac nad całościowym zewnętrznym i wewnętrznym przystosowaniem kaplicy do celów sakralnych;
- 2005 – zagospodarowany został plac kościelny i położony bruk, a w międzyczasie powstała nowa salka katechetyczna dla spotkań duszpasterskich oraz w jednej z dnich powstała salka socjoterapeutyczna. W kościele zmienione zostało nagłośnienie jak i zamontowany został zestaw audiwozualny oraz pojawiały się organy elektronowe, rzeźby i sakralne dekoracje.

### Administracyjny spór o sprawę własności gruntu
Na początku 2007 powstał gotowy projekt budowy kościoła zatwierdzony przez kurię. Jednak koniec roku zweryfikował plany. Są one do dziś trudne i niepewne, gdyż parafia zaczęła zmagać się z problemem przyszłej własności terenu, na którym się znajduje. Jego właścicielem jest ciągle Miasto Gdynia, jednak od października 2007 wspólnota parafialna dowiedziała się, że o zwrot tego terenu od Gminy Gdynia ubiega się i chce przejąć ją na własność nowa strona, a z czasem spadkobiercy właścicieli tego terenu z 1975 i toczy się od 2006 i trwa aktualnie sprawa o zwrot tej nieruchomości w Wydziale Skarbu w Gdańsku jako organie rozpatrującym problem administracyjny. Strony czekają z czasem po odwołaniach na decyzję administracyjną Urzędu Wojewódzkiego, my jako parafia – dzierżawcy tego terenu od Gdyni – możemy tylko jako dzierżawcy czekać na uprawomocnienie się decyzji.
Kolejne lata przynoszą w miarę rozpatrywania kolejne decyzje administracyjne organów rozpatrujących sprawę własności ziemi, które co rusz są zaskarżane i przesyłane do ponownego rozpatrzenia. Najnowsza decyzja administracyjna przekazana nam została jako dzierżawcy strony procesu administracyjnego na początku 2020. Ale proces administracyjny trwa nadal.

## Proboszcz
- od 12 XI 2000: ks. kan. mgr Tadeusz Stawicki[5]
  - komisja wizytacyjna (zespół 3) od 30 IX 2022
  - ojciec duchowny dek. Gdynia Oksywie od 9 III 2021